# Antonio Cardarelli
Pour les articles homonymes, voir Cardarelli.
Antonio Cardarelli (29 mars 1831, Civitanova del Sannio - 8 janvier 1927, Naples) était un médecin, clinicien, académicien et homme politique italien, sénateur du royaume d'Italie. Il est notamment connu pour avoir découvert le signe de Cardarelli.

## Biographie
Antonio Cardarelli est né le 29 mars 1831 à Civitanova del Sannio de l'union d'Urbano Cardarelli, médecin de la ville et de Clementina Lemme, baronne de Belmonte del Sannio. Durant l'enseignement secondaire, il étudie au séminaire de Trivento puis, à 17 ans, il s'inscrit à la faculté de médecine de l'université de Naples où il apprend de ses maîtres Vincenzo Lanza (it), Antonio Villanova et Pietro Ramaglia. Il y obtient un doctorat en médecine et en chirurgie en 1853 et devient alors médecin à l'hôpital des Incurables de Naples.
En 1859 il devient libero docente : titulaire d'un grade universitaire italien qui l'autorise à enseigner la médecine interne à titre privé à l'hôpital des Incurables, ce qu'il fait jusqu'en 1888. En 1889, déjà reconnu comme maître par la plupart des étudiants et des médecins, il enseigne en tant que professeur de pathologie médicale à l'université de Naples. En 1893, il obtient la chaire professorale à la suite du décès du professeur Arnaldo Cantani (it), il lui succède alors et enseigne la médecine clinique jusqu'à l'âge de 93 ans,.
Le 16 mai 1880 il est élu député du royaume d'Italie dans le collège électoral d'Isernia et devient notamment célèbre pour ses combats contre le prix élevé du sel, l'alcoolisme et la réforme du système universitaire. En 1895 il cède son siège à la Chambre des députés à Ruggero Bonghi. L'année suivante, il est nommé sénateur du royaume d'Italie sur la proposition du président du Conseil des ministres Antonio di Rudinì, titre qu'il conserve jusqu'à sa mort,.
Une rue et un hôpital, le plus grand de l'Italie du Sud, portent son nom à Naples, ainsi qu'un hôpital à Campobasso. Dans sa ville natale, un monument et deux plaques commémoratives lui sont également dédiées. En 2012, son rôle est interprété par Ivan Castiglione dans le téléfilm italien diffusé sur Rai 1 : Caruso, la voce dell'Amore du réalisateur Stefano Reali, inspiré de la vie de Enrico Caruso.

## Carrière médicale
Au cours de sa carrière, il découvre de nombreuses techniques utilisées à l'examen clinique et reconnues au début du XXe siècle telles que la recherche d'une pulsation anormale de la trachée chez les patients ayant un anévrisme aortique (aussi appelée signe de Cardarelli) ; la percussion et l'auscultation du sternum dans les affections du médiastin ; la recherche trans thoracique d'un frémissement (thrill) des cellules hydatiques du foie dans l'hydatidose, signe rare mais pathognomonique ; et une méthode d'estimation de l'efficacité cardiaque et de l'énergie contractile du myocarde par la compression de l'artère fémorale.
Concernant la pathologie cardiaque, il décrit un groupe de symptômes morbides qu'il unit sous le nom de névrose cardiaque indiquant ainsi la véritable signification du tremblement dans la maladie de Basedow et des symptômes liés à la pathologie du nerf vague et à une forme spéciale, vasomotrice, de l'angine de poitrine. De plus, il considère l'état du myocarde plus important que la nature d'une lésion valvulaire, une vision que partagera plus tard Sir James Mackenzie (en), cardiologue écossais pionnier dans l'étude des arythmies cardiaques.
Il a été le médecin de célébrités telles que Giuseppe Garibaldi, les dirigeants Vittorio Emanuele II et Umberto I, Giuseppe Verdi, Francesco Crispi, Giovanni Bovio et l'écrivaine Matilde Serao qui l'aurait pris comme modèle pour la description d'un médecin célèbre dans son roman Au pays de Cocagne.
Il fut également le seul médecin à diagnostiquer, sans auscultation, à la simple lecture du dossier médical, le cancer de la plèvre dont souffrait le pape Léon XIII (à l'origine diagnostiqué comme une pleurésie exsudative par son médecin traitrant), ce qui lui valut sa réputation de clinicien hors pair,.

### Éponymie
- Le signe de Cardarelli est une pulsation anormale de la trachée chez les patients présentant un anévrisme de l'arc aortique.
- La maladie de Cardarelli ou maladie de Riga est une petite tuméfaction sublinguale, survenant chez le nourrisson ou le petit enfant atteint de toux chronique, secondaire au frottement du frein de la langue sur les incisives inférieures[9],[10].

## Principaux écrits
- Gli aneurismi dell'aorta, Naples, 1868
- Le malattie nervose e funzionali del cuore, Naples, 1891 (1re éd. 1882)
- Lezioni sulle malattie del fegato e delle vie biliari, Naples, 1890
- Nosografia della pseudoleucemia splenica dei bambini, Naples, 1890
- La ipermegalia splenica con cirrosi epatica, Florence, 1900
- Lezioni di patologia e clinica medica, Naples, 1907

## Distinctions honorifiques
Chevalier grand-croix de l'ordre des Saints-Maurice-et-Lazare
 Commandeur de l'ordre de la Couronne d'Italie